# Мехмед Кадри-паша
Мехмед Кадри-паша (тур. Cenanizade Mehmed Kadri Paşa, 1832, Газиантеп — 1884, Эдирне) — османский государственный деятель, садр-азем Османской империи при султане Абдул-Хамиде II в течение трёх месяцев и трёх дней. До этого поста с 6 августа 1874 по 7 сентября 1874 и с 11 февраля 1876 по 4 февраля 1877 занимал пост мэра Стамбула.

## Биография
Мехмед Кадри-паша родился в Газиантепе в 1832 году. Он был сыном Исхака-паши, генерал-губернатора Кипра. Получив хорошее базовое образование, включавшее знание ислама, литературы, арабского и персидского языков, прибыл в Стамбул, где выучил французский и английский языки, познакомился с научными знаниями и достижениями того времени. Начал свою карьеру мелким государственным служащим. Какое-то время трудился в бюро переводов при дипломатическом ведомстве. В 1864 году поступил на службу в министерство торговли. Трудился при муниципалитете и в министерстве общественных работ. Дважды был мэром Стамбула.
Затем служил генерал-губернатором в Багдаде, откуда был вызван султаном в Стамбул и поставлен на пост министра внутренних дел, после переведён в министерство торговли. В течение короткого времени был Великим визирем, а затем назначен генерал-губернатором в Эдирне.
Мехмед Кадри-паша умер 11 февраля 1884.